# Cueva de los Tayos
Cueva de los Tayos (Jeskyně gvačarů) je jeskyně v ekvádorském pohoří Cordillera del Cóndor. Nachází se nedaleko města Macas v provincii Morona-Santiago. Jeskyně je obklopena tropickým deštným lesem a leží v nadmořské výšce 540 metrů nad řekou Santiago. Celková délka chodeb se odhaduje na 4,5 kilometru. Jeskyně je přístupná pouze za pomoci lana. Stáří jeskyně se odhaduje na 200 milionů let a její stěny tvoří vápenec a břidlice. Jsou nápadně hladké, což vyvolalo dohady o tom, že by mohly být uměle opracovány. 
První písemná zmínka o jeskyni pochází z roku 1860. Později ji prozkoumal salesiánský misionář Carlo Crespi Croci a nalezl zde starověké artefakty, které přirovnal k výtvorům ze Sumeru. Jeskyni navštěvují domorodí Chívarové, kteří zde sbírají tučná mláďata gvačarů. Byly zde nalezeny doklady lidského osídlení již z doby paleolitu.
Dobrodruh Juan Moricz v šedesátých letech 20. století oznámil, že v jeskyni narazil na množství zlatých sošek a kovových tabulek s neznámým písmem. Erich von Däniken na základě tohoto tvrzení vyslovil domněnku, že jeskyně obsahuje doklady ztracené civilizace, která byla podle své technické vyspělosti nejspíše mimozemského původu. V roce 1976 vyslala na místo Britská asociace jeskyňářů expedici, které se zúčastnil také astronaut Neil Armstrong. Podle zprávy této expedice je jeskyně přírodním útvarem. Byly zde objeveny mušle, keramické nádoby a skalní malby, avšak žádné doklady mimořádně vyspělé technologie. Další průzkum jeskyně provedl v letech 2006 až 2009 argentinský filmař Alex Chionetti. V roce 2018 zde Josh Gates natáčel jednu z epizod svého televizního seriálu Expedition Unknown. 